# Зангергаузени
Зангерга́узени (нім. Sangerhausen) — німецький аристократичний графський рід з Тюрингії. Названий за іменем міста Зангергаузен. Походили від герцогів Брауншвейга. Вестфальська бічна гілка роду іменувалася Кале (Sangerhausen genannt Kahle). Старий герб роду — три золоті леви на червоному щиті. Герб вестфальської гілки — 5 червоних троянд на золотому щиті. Один із найвідоміших представників — Анно фон Зангергаузен, великий магістр Тевтонського ордену.

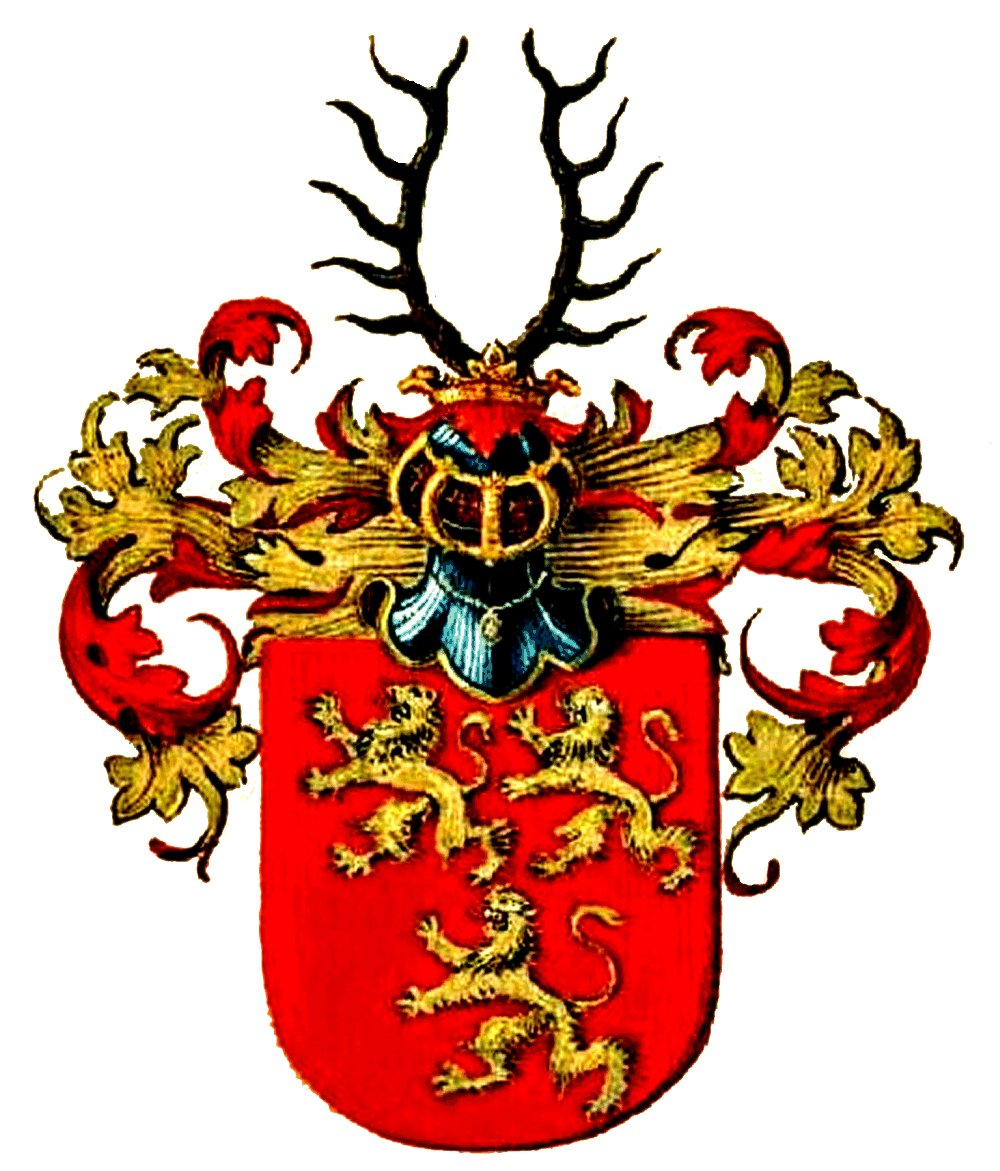
Герб графів
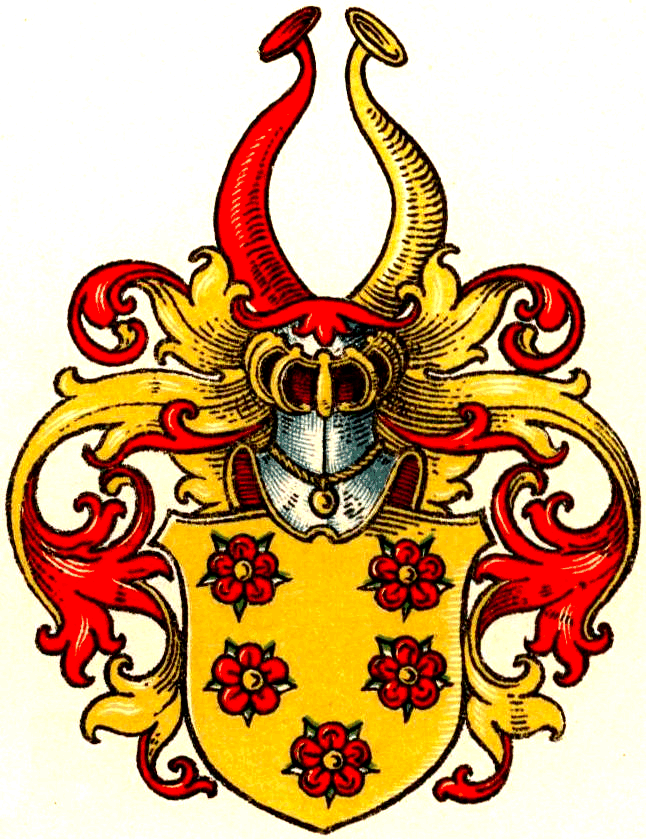
Герб Кале
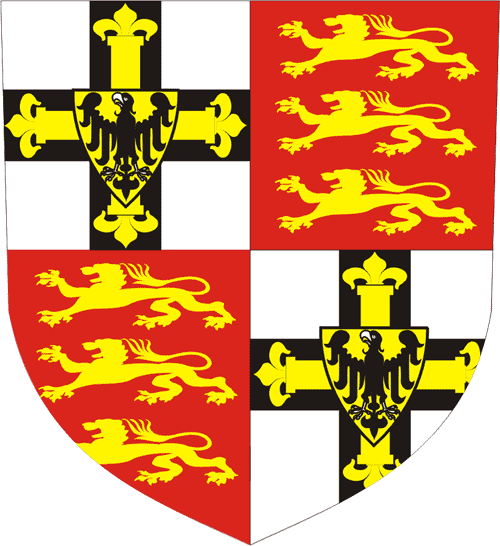
Герб Анно